# Шичалина, Елена Фёдоровна
Еле́на Фёдоровна Шича́лина (урождённая Дружи́нина; род. 22 ноября 1955, Москва) — советский и российский филолог-классик, кандидат филологических наук (1983), исследователь гомеровского эпоса, переводчик, писатель, педагог, преподаватель, сооснователь и совладелец Греко-латинского кабинета Ю. А. Шичалина, с 1993 по 2020 — директор Классической гимназии при Греко-латинском кабинете.

## Биография
Родилась в 1955 году в Москве. Отец — альтист и композитор Фёдор Серафимович Дружинин (1932—2007), сын искусствоведа Серафима Николаевича Дружинина. Мать — филолог Екатерина Сергеевна Шервинская (1934—2019), сестра художницы Анны Сергеевны Шервинской (р. 1931), дочь поэта Сергея Васильевича Шервинского (1892—1991), внучка эндокринолога Василия Дмитриевича Шервинского (1850—1941).
Елена Дружинина училась в московской школе № 12 в Спасопесковском переулке с преподаванием ряда предметов на французском языке (в настоящее время — школа № 1231 им. В. Д. Поленова). В 1979 году окончила отделение классической филологии филологического факультета МГУ. В 1983 году защитила кандидатскую диссертацию «Поэтика эпического пространства и времени в „Одиссее“ Гомера» (научный руководитель — профессор А. А. Тахо-Годи). В течение двух десятков лет преподавала в МГУ: сначала на филологическом факультете, затем — на историческом.
В 1990 году был создан Греко-латинский кабинет Ю. А. Шичалина (ГЛК), а с 1993 года начала работу Классическая гимназия при ГЛК, директором которой стала Е. Ф. Шичалина. В 2020 году на этом посту её сменил О. В. Сидоров, при этом Е. Ф. Шичалина заняла должность советника директора гимназии по учебной работе, преподаёт древнегреческий, латынь и риторику.
В 2024—2025 гг. в издательстве ГЛК вышли два сборника повестей и рассказов Е. Ф. Шичалиной: «Возвращение домой» (2024) и «Мимолётность» (2025).

## Семья
- Муж — Юрий Анатольевич Шичалин, который также окончил классическое отделение филфака МГУ (1974)[4] и защитил диссертацию под руководством А. А. Тахо-Годи (1979)[5].
  - Сын — Дмитрий Юрьевич Шичалин (род. 1977), музыкант, педагог, выпускник Российской академии музыки имени Гнесиных (1999).